# دان هورنزباي
دان هورنزباي (بالإنجليزية: Dan Hornsby)‏ هو موسيقي ومنتج أسطوانات ومغني أمريكي، ولد في 1 فبراير 1900 في أتلانتا في الولايات المتحدة، وتوفي في 18 مايو 1951.

## وصلات خارجية
- دان هورنزباي على موقع ميوزك برينز (الإنجليزية)
- دان هورنزباي على موقع ديسكوغز (الإنجليزية)